# Mohammad Haider Zhobel
Mohammad Haider Zhobel (Dari محمد حیدر ژوبل; auch Zhobal; * 1925 oder 1926 in Kabul; † 1959 oder 1960) war ein afghanischer Literaturwissenschaftler.

## Schriften
- اصول جديد تدريس زبان فارسى (Neue Grundsätze des Persischunterrichts)
- تاريخ ادبيات افغانستان / Tārīḫ-i adabīyāt-i Afġānistān (Geschichte der Literatur Afghanistans). Kabul 2010 (UB Bamberg)